# بيت الضوء (النادرة)

تعديل مصدري - تعديل

بيت الضوء محلة تابعة لقرية المنزل، التابعة لعزلة مقنع الاعلى بمديرية النادرة إحدى مديريات محافظة إب في الجمهورية اليمنية، بلغ تعداد سكانها 43 حسب تعداد اليمن لعام 2004.